# Lauren Sánchez
Lauren Wendy Sánchez (sinh ngày 19 tháng 12 năm 1969) là nhà báo, tác giả và nhà từ thiện người Mỹ, bà nổi tiếng với công việc biên tập viên, MC các chương trình tin tức. Bà cũng là phi công đã được cấp bằng. Năm 2023, Sánchez đính hôn với giám đốc công ty Amazon, Jeff Bezos.
Bà từng là MC khách mời trên talkshow The View, đồng dẫn chương trình Good Day L.A. trên KTTV Fox 11, biên tập viên của các kênh Fox 11 News at Ten, Extra. Sánchez cũng là người hỗ trợ biên tập các chương trình Larry King Live, The Joy Behar Show và Showbiz Tonight.
Sánchez là phó chủ tịch quỹ Bezos Earth Fund, các hoạt động từ thiện của bà tập trung vào chống biến đổi khí hậu, bảo vệ thiên nhiên, hỗ trợ hộ nghèo, người vô gia cư, giáo dục trẻ em. Năm 2024, Sánchez phát hành cuốn sách thiếu nhi đầu tay The Fly Who Flew to Space, đây từng là ấn phẩm bán chạy nhất của tờ New York Times.

## Đời tư
Con trai Sánchez là Nikko, sinh tháng 2 năm 2001, có cha là cầu thủ bóng bầu dục Tony Gonzalez của National Football League.
Tháng 8 năm 2005, bà kết hôn với Patrick Whitesell, nhân viên môi giới ở Hollywood, đồng sáng lập công ty tìm kiếm tài năng Endeavor. Họ sinh được một con trai, Evan, năm 2006 và một con gái, Ella, năm 2008.
Năm 2018, Sánchez ngoại tình với nhà sáng lập Amazon, Jeff Bezos, ở thời điểm này Bezos cũng đã có vợ là MacKenzie Scott. Tháng 1 năm 2019, Bezos và Scott thông báo sẽ làm thủ tục ly hôn sau 25 năm chung sống. Tháng 2 cùng năm, Bezos đăng một bài blog trong đó ngụ ý rằng nhà xuất bản American Media, Inc. của tờ National Enquirer đã có được thông tin về mối quan hệ bất chính của hai người và muốn tìm cách tống tiền ông. Tháng 4, Bezos chính thức ly dị, trong khi Sánchez và Whitesell cũng đệ đơn ly hơn và hoàn tất thủ tục tháng 10 năm đó. Từ năm 2020, Sánchez bắt đầu được truyền thông gọi là bạn gái của Bezos. Ngày 22 tháng 5 năm 2023, Sánchez và Bezos làm lễ đính hôn.

## Danh sách phim

### Điện ảnh
| Năm  | Tên                                       | Vai                    | Ct                              |
| ---- | ----------------------------------------- | ---------------------- | ------------------------------- |
| 1999 | Fight Club                                | Phóng viên Channel 4   | Ghi danh là "W. Lauren Sanchez" |
| 2003 | Hollywood Homicide                        | MC Chopper             |                                 |
| 2004 | The Day After Tomorrow                    |                        |                                 |
| 2004 | Cellular                                  |                        |                                 |
| 2005 | Fantastic Four                            | Phóng viên KCOP / KTTV |                                 |
| 2005 | The Longest Yard                          | (Chính mình)           |                                 |
| 2006 | Akeelah and the Bee                       | Phóng viên             |                                 |
| 2006 | Zoom                                      | Phóng viên             |                                 |
| 2007 | Fantastic Four: Rise of the Silver Surfer | Phóng viên Fox News    |                                 |
| 2008 | College Road Trip                         | MC                     |                                 |
| 2008 | Killer Movie                              | Margo Moorhead         |                                 |
| 2010 | The Big Picture                           | Layla                  |                                 |
| 2011 | We Bought a Zoo                           | MC                     |                                 |
| 2012 | Celeste and Jesse Forever                 | MC                     |                                 |
| 2013 | White House Down                          | Phóng viên             |                                 |
| 2015 | Ted 2                                     |                        |                                 |
| 2017 | Girlfriend's Day                          | MC                     |                                 |
| 2024 | The Trainer                               |                        |                                 |